# Bliznatsi, Varna
Bliznatsi (bulgariska: Близнаци) är ett distrikt och ort i Bulgarien.   Det ligger i kommunen Obsjtina Avren och regionen Oblast Varna, i den östra delen av landet, 400 kilometer öster om huvudstaden Sofia.